# Ен Бенон
Ен Бенон (Џолијет, 15. септембар 1932) америчка јр ауторка. Она је од 1957. године до 1962. године написала шест лезбијских Pulp Fiction новела познате као The Beebo Brinker Chronicles. Хронологија је стекла велику популарност па је зарадила надимак краљица лезбијске пулп фикције.
И поред великог интересовања за њена дела она је 1962. године престала да пише, како је рекла зато што је изгубила инспирацију за писање, да би убрзо након тога добила докторат из лингвистике и постала академик.
Године 1997. њени радови су у кључени у ауторску колекцију, под називом Particular Voices: Portraits of Gay and Lesbian Writers радова који су имали најјачи утицај у и самим идентитетима геј и лезбо особа.
Од 1997. до 2008. године њени радови су добили више признања и награда. После одласка у пензију са професорског места на калифорнијском државном универзитету 1997. године остала је активна што се тиче њених предавања на факултетима и универзитетима  везаних за новеле које је написала.